# ボケ (植物)
ボケ（木瓜、学名: Chaenomeles speciosa）は、バラ科ボケ属の落葉低木。日本に自生するボケは、クサボケといわれる同属の植物。

## 名称
果実が瓜に似ており、木になる瓜で「木瓜（もけ）」とよばれたものが「ぼけ」に転訛（てんか）したとも、「木瓜（ぼっくわ）」から「ぼけ」に転訛したとも言われる。『本草和名』（918年）には、果実の漢名を木瓜（もくか）、和名を毛介（もけ）として登場する。
学名のspeciosaは、「美しい」「華やか」、Chaenomelesは「chaino（大きく裂けた）+melon（リンゴ）」が語源。中国植物名（漢名）は、貼梗海堂（ちょうきょうかいどう）。

## 分布・生育地
原産地は中国大陸で、日本へは古く平安時代に渡来し、観賞用に栽培された帰化植物である。本州から四国、九州にかけて庭に植栽されているが、一部は野生化している。北海道南部では種類が限定されるが、温暖地でよく育つ。木瓜の名所としては、鎌倉市の九品寺が知られる。
江戸時代には、小石川養生所にボケが植えられ漢方薬として使われていた。大正時代に、埼玉県の安行 (川口市)と新潟市の小合を中心としたブームが起こり、東洋錦や日月星などが作出された。

## 形態・生態
落葉の低木で、樹高は1 - 2メートル (m) 。株立ちになり茎は叢生してよく枝分かれし、若枝は褐色の毛があり、古くなると灰黒色。樹皮は灰色や灰褐色で皮目があり、縦に浅く裂け、小枝は刺となっている。
葉は長楕円形から楕円形で互生する。葉身は長さ5 - 9センチメートル (cm) で、鋭頭でまれに鈍頭、基部はくさび形で細鋭鋸歯縁。葉の付け根に腎臓形の托葉がつく。
花は3 - 4月に葉が芽吹くよりも先に、ふっくらした朱色の5弁花を咲かせる。短枝の脇に数個つき、径2.5 - 3.5 cm。様々な品種があり、花色は淡紅、緋紅、白と紅の斑、白などがあり、雄性花と雌性花がある。秋に結実する果実は楕円形で、直径は約3 - 10 cmほどになる。7 - 8月ごろに熟して、果皮は黄色味を帯びて落果する。
冬芽は互生し、葉芽は三角形、花芽は球形で仮頂芽は葉芽であることが多く、クサボケよりも大きい。
同類種に栽培種で中国産のカリン、野生種で日本産のクサボケがある。

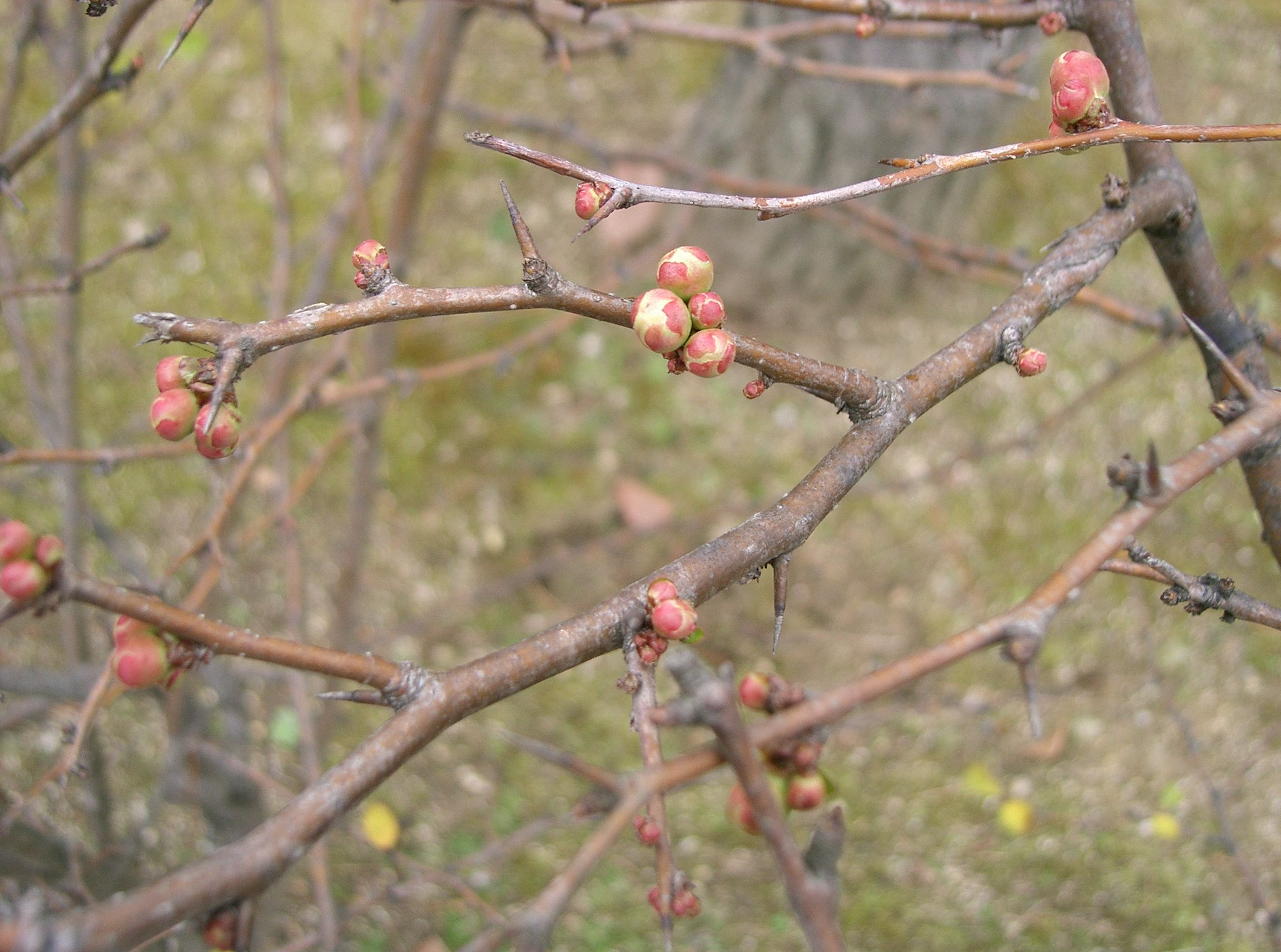
枝
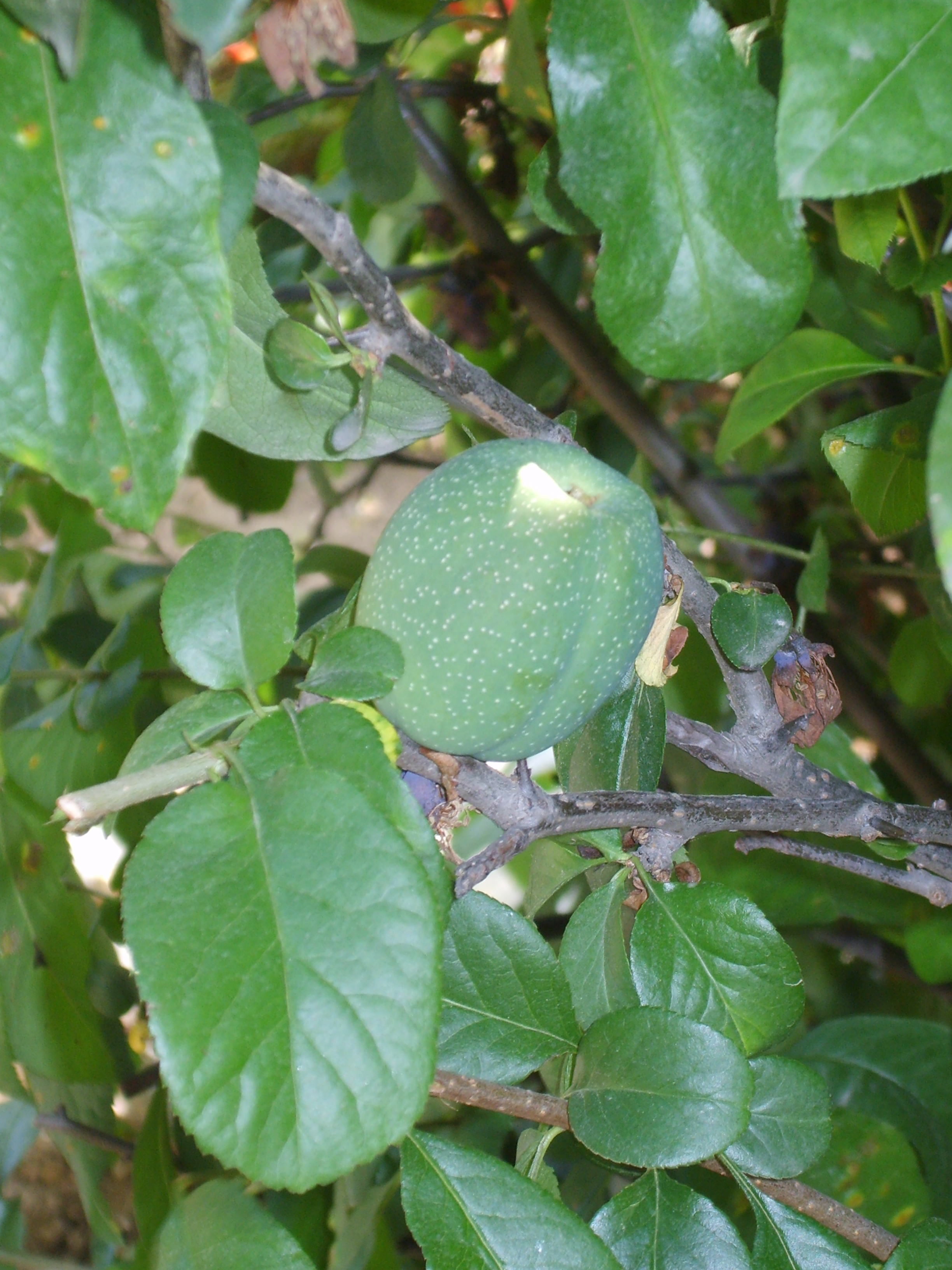
葉と果実
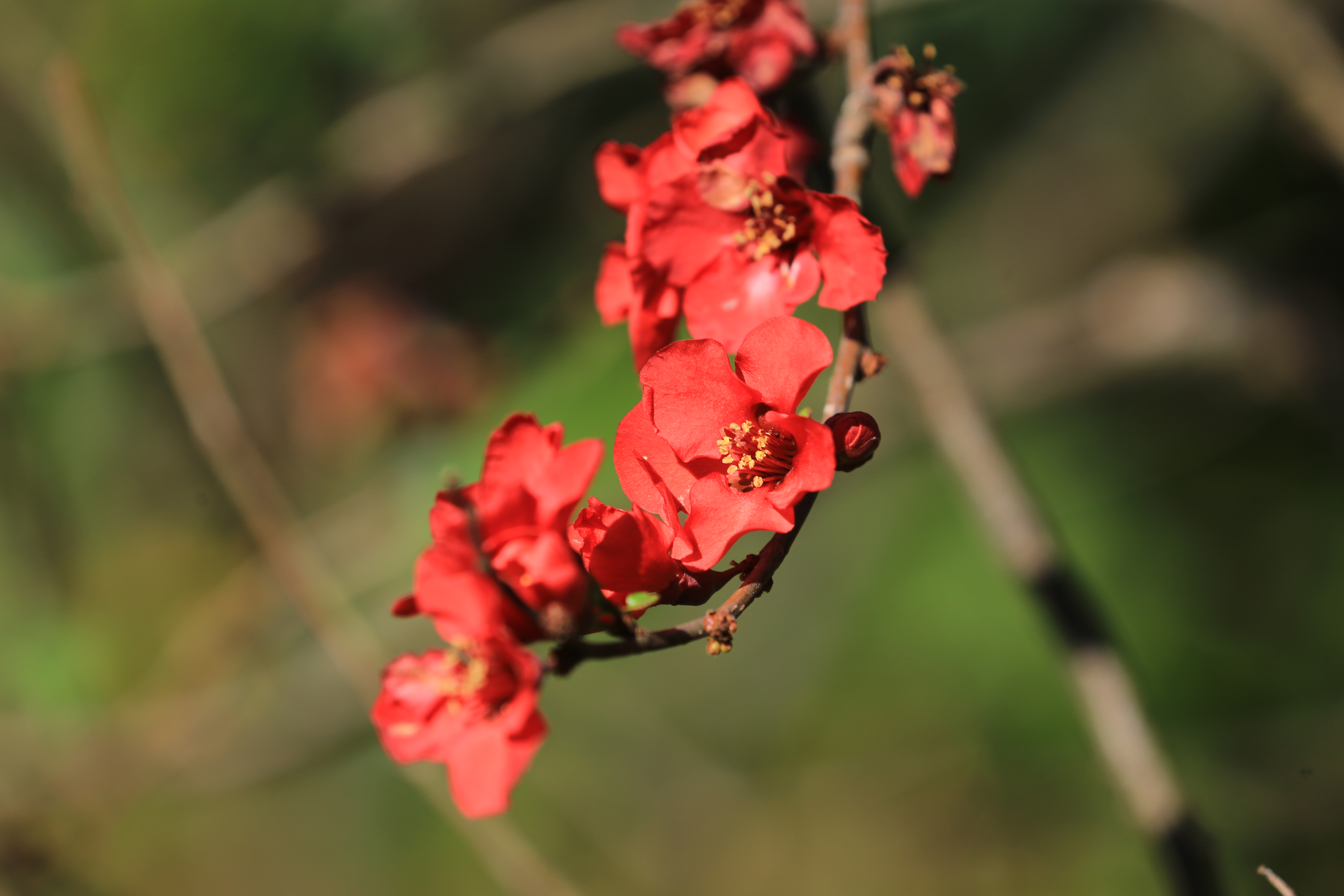
花（緋紅）
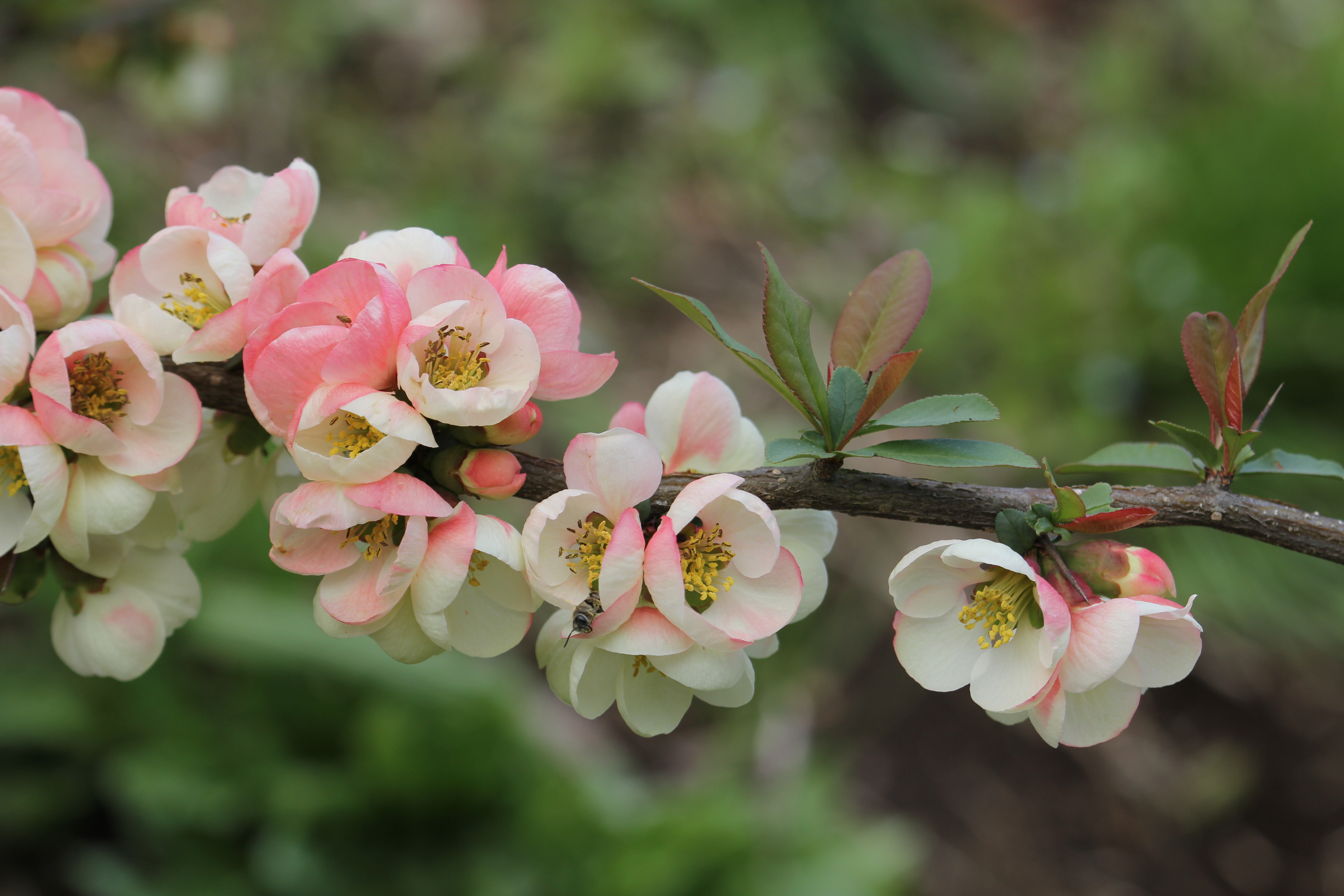
花（白と紅の斑）

## 栽培
庭園樹としてよく利用され、添景樹として花を観賞する目的で植栽される。花材や、鉢植えにして盆栽にも用いられ、園芸品種も多い。好陽性で土壌を選ばず、排水性が良く、やや乾燥地を好む。繁殖は実生、挿し木、株分けで行われる。実生は果実を割って種を取り出し、洗って床蒔きする。挿し木と株分けは、春の芽吹き前に行う。移植は容易だが、大気汚染・潮害にはさほど強くない。

## 利用
果実にはクエン酸、酒石酸、リンゴ酸などの有機酸類と果糖が含まれていて、有機酸類には制菌作用があるとされ、腸内が酸性化するほど多く内服すると、細菌は弱アルカリ性（pH7以上）で繁殖するため増殖を止める働きがあるといわれる。また、有機酸類には鉄分の吸収促進に役立つとも考えられている。
果実は木瓜（もっか）と称される生薬になり、8 - 9月ごろの落果する前の青い未熟果実を採取して、水洗い後に輪切りにしたものを天日乾燥して調製される。補血、強壮、疲労回復、咳止め、食あたりのほか、筋肉のひきつり（腓返り）、暑気あたりに効用があるといわれ、乾燥果実1日量5 - 10グラムを水200 - 600 ccにて半量になるまで煎じて、3回に分けて服用する用法が知られている。ただし、胃腸に熱があるときは禁忌とされる。
香りのよい果実を使って、果実酒やジャムにも利用される。ボケ酒と呼ばれる果実酒にすることもあり、果実の2 - 3倍量のホワイトリカーまたは35度の焼酎に漬け込んで、冷暗所に半年から1年置いて作られる。果実酒にも咳やのどの痛み、疲労回復、滋養保健、低血圧、不眠症などの薬効があるといわれ、就寝前に盃1杯ほど服用される。

## クサボケ
クサボケ（草木瓜、学名: Chaenomeles japonica、英: Japanese quince）は、バラ科ボケ属の一つ。落葉低木。ボケの野生種で、山野や川の土堤、陽当たりのよい草むらなどに生える。和名の由来は全体に小型のため草に見立てられて名付けられた。別名でシドミ、ジナシとも呼ばれる。白花のものを白花草ボケと呼ぶ場合もある。矮性の園芸品種が「長寿梅」と呼ばれ盆栽にされている。
本州の関東地方以西、四国、九州に分布し、山野の日当たりの良い斜面などに生える。自生するボケ属は、クサボケ一種だけである。
樹高30 - 100センチメートル (cm) ほど。幹は地面を這うか斜上する。樹皮は灰褐色で、皮目があり滑らかで小枝が変化した棘がまばらにあり、若い枝には粗い毛が生えている。実や枝も小振り。葉縁に細かい鋸歯がある。
花期は4 - 5月で、しばしば葉よりも早く開花する。花の直径が25ミリメートル (mm) ほどの赤朱色の一重咲きがかたまってつくのがふつうであるが、まれに白花や八重咲きもある。雄花と両性花があり、花弁は5個で雄しべが多数つき、両性花の花柱は5個ある。
果期は10月。果実は直径3 cmの球形で黄色く熟し、ボケやカリン同様に良い香りを放ち、未熟な果実を果実酒の材料にする。また果実にボケ同様の薬効があり、日本産の意で和木瓜（わもっか）と称される生薬となり、木瓜（もっか）と同様に利用される。果実酒はクサボケ酒と呼ばれ、果実の3倍量の焼酎に漬け込まれて作られる。減少傾向にある。
冬芽は互生し、葉芽は三角形、花芽は球形で仮頂芽は葉芽であることが多い。

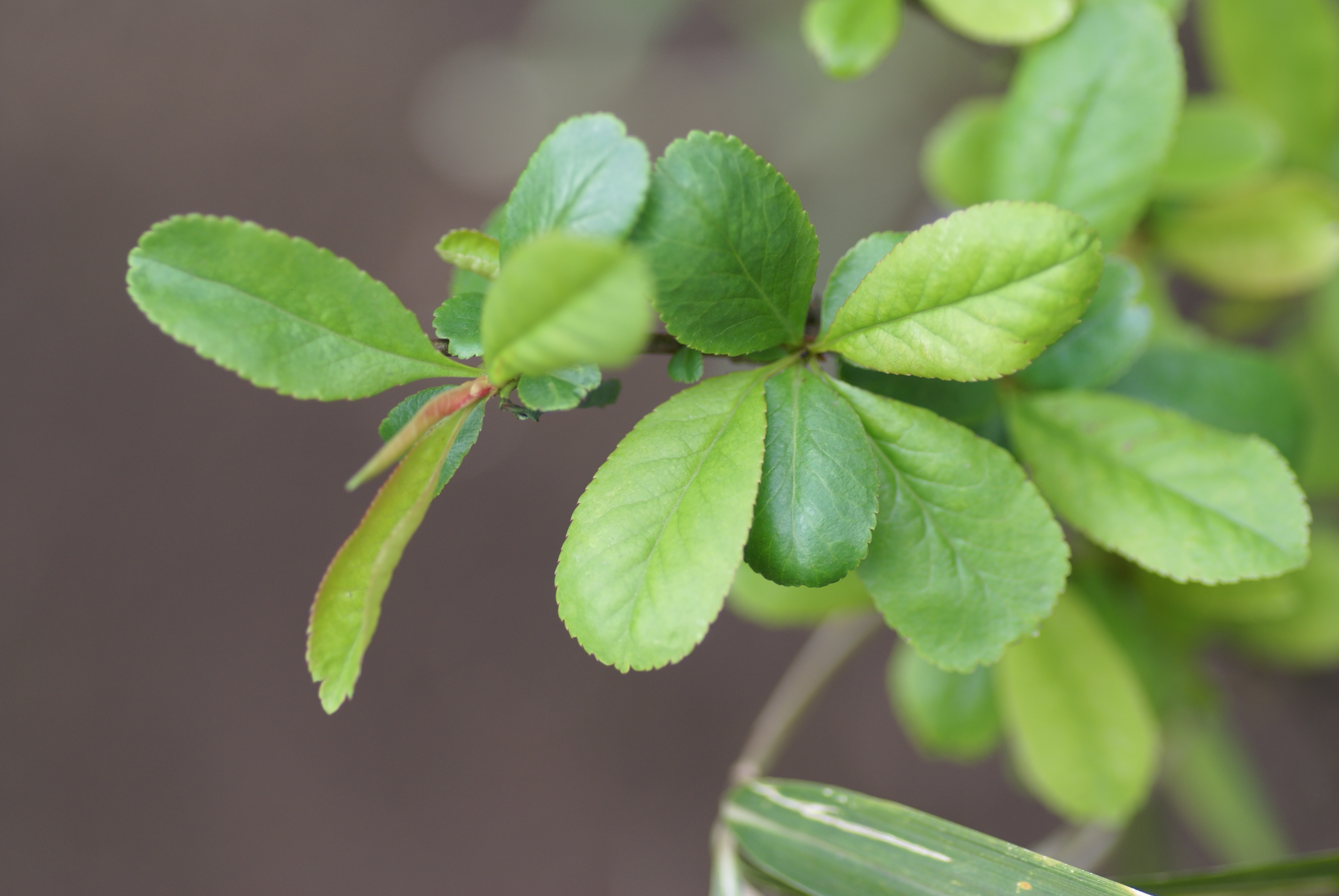
葉
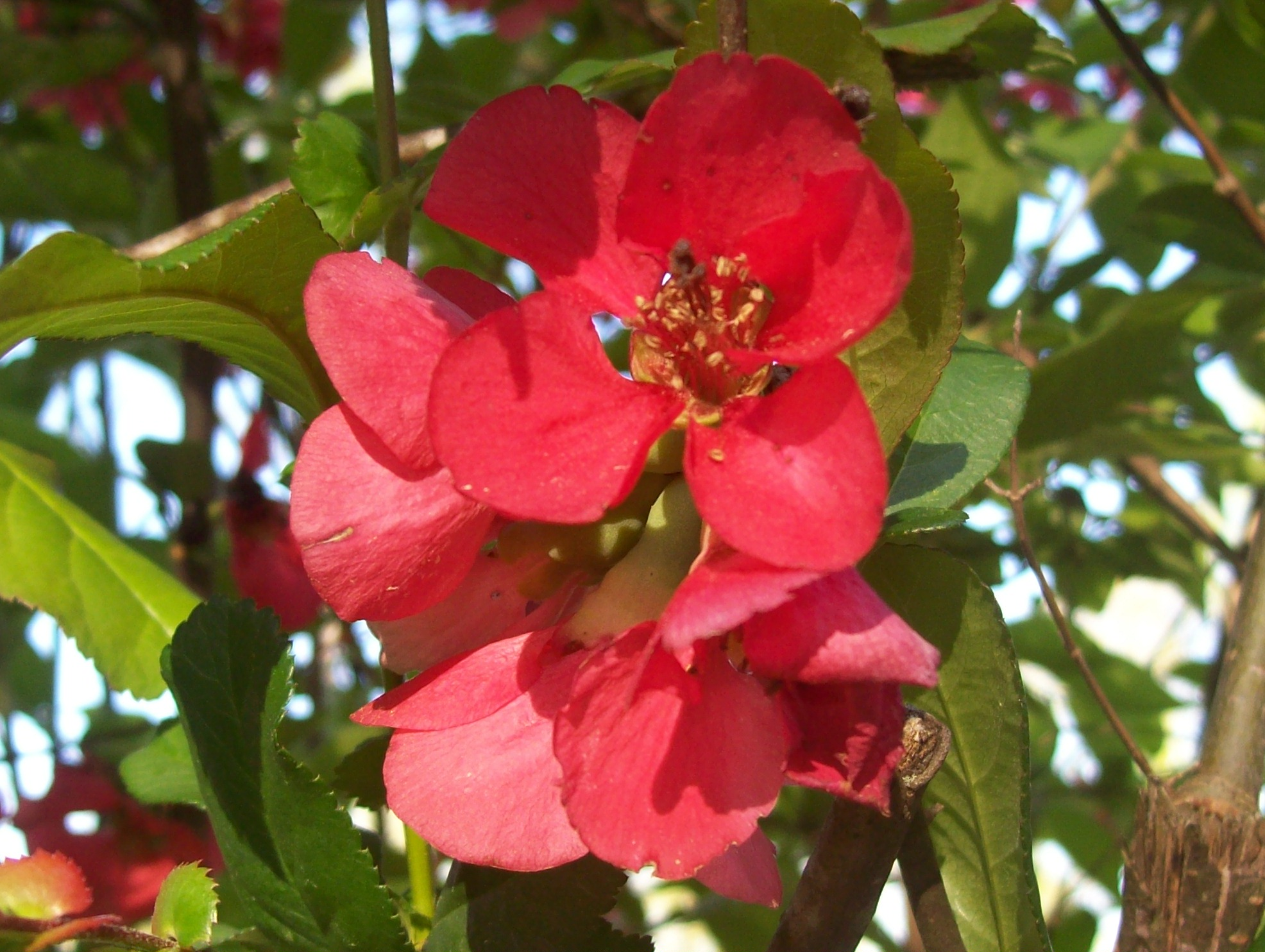
花
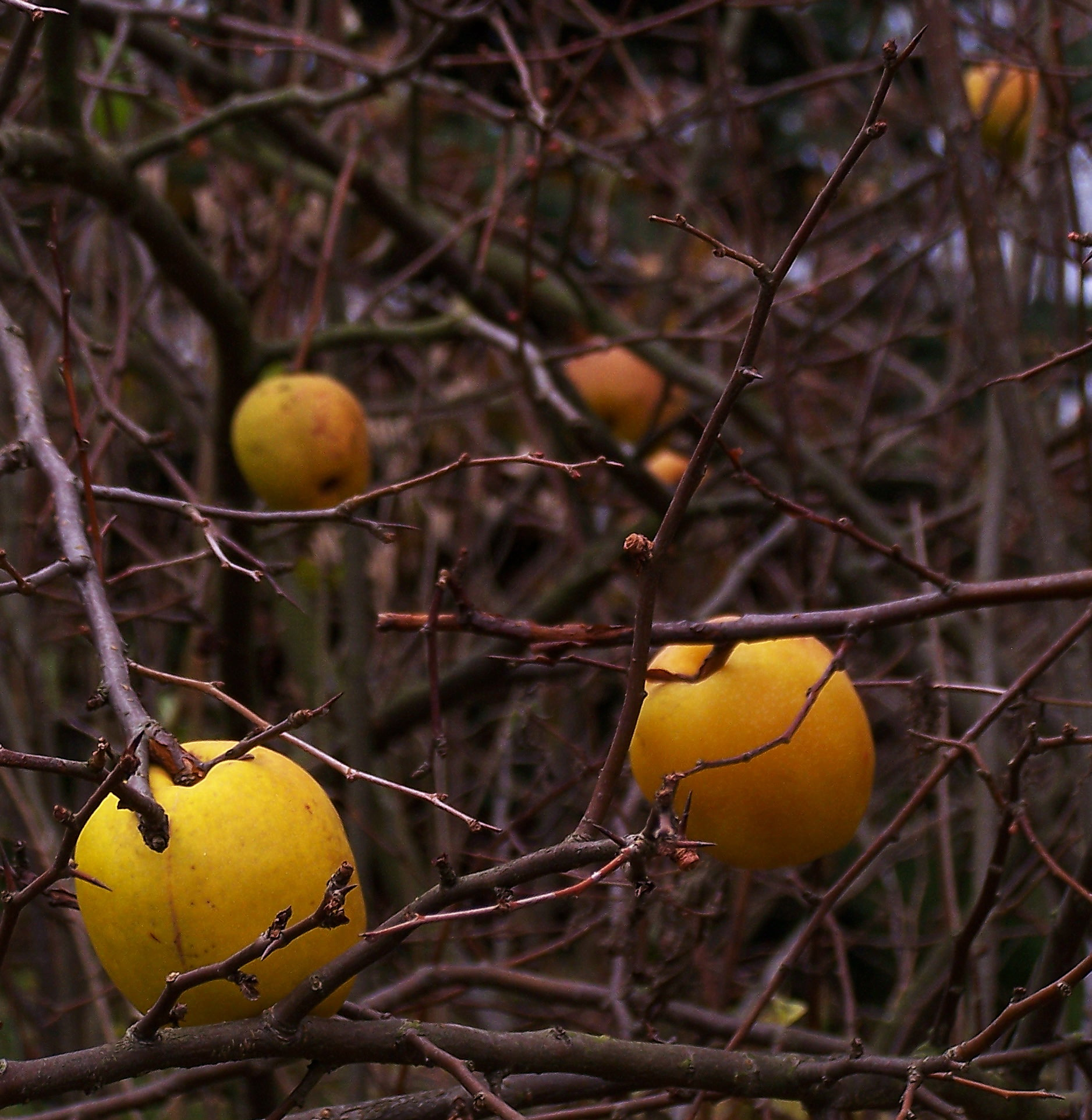
果実
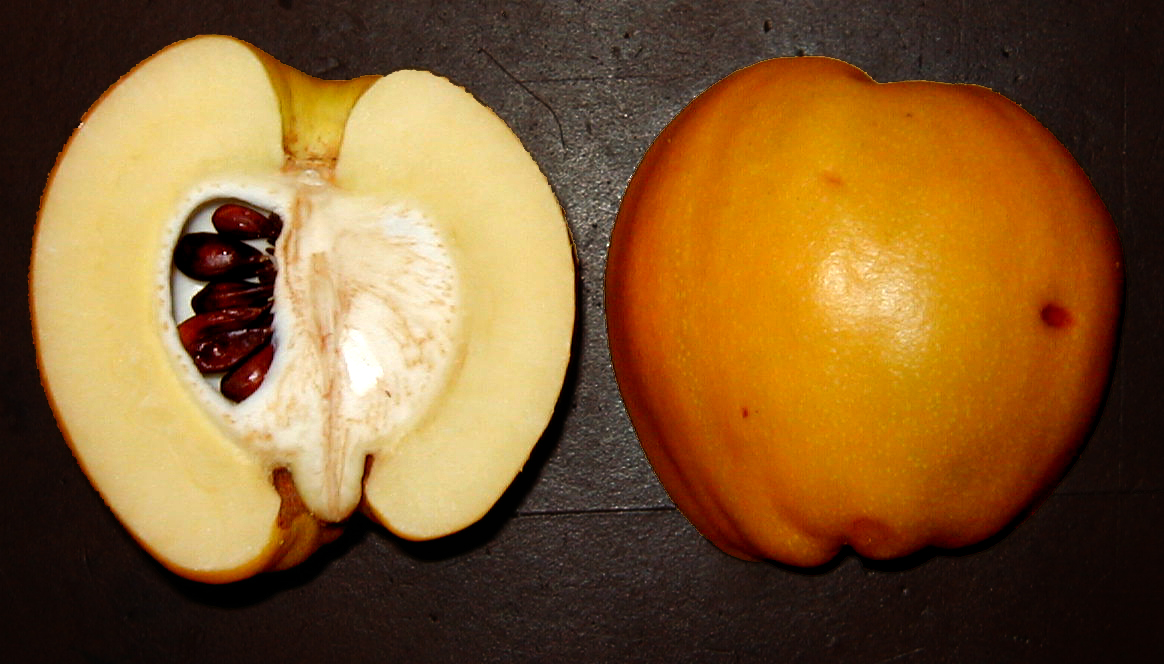
種子